# Дверенин, Терентий Парамонович
Терентий Парамонович Дверенин (18 марта 1919, Сюндюково, Чебоксарский уезд, Казанская губерния — 14 января 2020, Сюндюково, Мариинско-Посадский район, Чувашская Республика) — чувашский народный мастер, создатель этнографических композиций с миниатюрными костюмированными скульптурами (куклами).
Лауреат Государственной премии Чувашской Республики в области литературы и искусства (2010).

## Биография
Терентий Парамонович родился в дер. Сюндюково (чув. Çичпÿрт; ныне — Мариинско-Посадского района Чувашской Республики) в крестьянской семье. Он и его брат Апполон осиротели ещё в детском возрасте. Терентий учился в Сюндюковской начальной школе, затем закончил семилетку в соседнем селе Кугеево. Некоторое время учился в Мариинско-Посадском землеустроительном техникуме, работал в колхозе им. В. И. Чапаева, увлекся механизаторской работой и окончил курсы трактористов. Был призван в РККА в 1939 г., попал на Дальний Восток, однако в январе 1940 г. его комиссовали из-за болезни зоба. С 1940 по 1942 гг. работал в колхозе. Был вторично мобилизован в апреле 1942 г., прошёл подготовку на бронеавтомобилях БА-64, но был ранен до вступления в бой. После излечения был направлен на Первый Белорусский фронт, стал механиком-водителем самоходной установки СУ-76 и прошёл с боями от городка Новозыбков (ныне Брянской области) до Берлина и Потсдама. С января 1945 г. служил механиком-водителем танка Т-34-85. Был демобилизован в 1946 г. из танкового полка близ портового города Штральзунд.
Вернувшись в родные места, Т. П. Дверенин работал в колхозе, затем был механиком в Октябрьской районной Машинно-тракторной станции. Женился на местной уроженке Ольге Ивановне, построил свой дом. С 1956 г. до выхода на пенсию в 1979 г. работал в Тиньговатовской НПС (нефтеперекачивающей станции) в поселке Конары Цивильского района. Являлся изобретателем, имеет более 30 свидетельств о рационализаторских предложениях. Увлекался садоводством, писал заметки и стихи в районные и республиканские газеты. Имел 5 детей, жил в родной деревне.
19 марта 2019 года общественность Чувашской Республики отмечала 100-летие со дня рождения Т. П. Дверенина. В торжествах, проходивших в его родной деревне, участвовали представительные делегации Министерства культуры, по делам национальностей и архивного дела Чувашии, профсоюзной организации Казанского нефтепроводного управления, члены ветеранских объединений, журналисты, деятели культуры и искусства, земляки мастера, многочисленные члены семьи.
Скончался 14 января 2020 года в своём доме, похоронен 16 января на сельском кладбище.

## Творчество
До 85 лет творческие устремления Т. П. Дверенина реализовывались в области самодеятельного литературного творчества и любительской механики. В 2005 г. он занялся изготовлением сценок и многофигурных композиций на темы чувашской традиционной жизни — на основе подвижных деревянных фигур-кукол высотой около 40 см, одетых в традиционные костюмы, головные уборы и украшения, снабженных орудиями труда, инструментами, приспособлениями. Все элементы вырезались из мягкой древесины ветлы в масштабе 1:4, частично тонировались акварелью в «телесные» цвета и соединялись простейшими шарнирами. Одежда шилась из подлинных старых холстов и тканей, украшалась ручной вышивкой (нитки для вышивания не покупались, а выдергивались мастером из старых тканей подходящего цвета и разглаживались на стеклянных бутылках). В конструкции и декоре костюмов, а также в бытовых деталях отражались особенности локальной этнокультуры.
Первые произведения были посвящены основным стадиям изготовления холста, от вспашки земли до тканья холста и одевания новой рубахи (2005—2006). Мастером выполнялись сценки «Пахота», «Сев», «Жатва», «Прядение», «Тканье» и другие, включающие 1 или 2 фигурки в народных костюмах, дополненные соответствующими орудиями труда и приспособлениями, предметами мебели, фигурами лошадей. Одним из его самых любимых являлся цикл по мотивам национальной поэмы К. В. Иванова «Нарспи», состоявший из нескольких многофигурных композиций (2007—2008). Особенностью цикла явилось введение предметов интерьера (русской печи, крупной мебели) и уличной среды (деревья, кусты и ограды). Многие фигуры из этого цикла были использованы автором для композиций 2009 г. «Пушкин в Чувашии» (по картине живописца Н. К. Сверчкова) и «Работы в тылу», посвященной трудным годам Великой Отечественной войны. В 2010 г. мастер завершил цикл «Хлеб», изготовив композицию с сельской ветряной мельницей (она была выполнена в меньшем масштабе).
Весной 2010 г. персональная выставка произведений была торжественно представлена в Москве, в «Народной галерее» при Всероссийском государственном Доме народного творчества им. Поленова.
В июне того же года мастеру было присвоено звание лауреата Государственной премии Чувашии в области литературы и искусства Архивная копия от 17 июля 2019 на Wayback Machine.
В 2011 г. Т. П. Дверенин стал победителем республиканского конкурса «Семь чудес Чувашии» в номинации «Чувашское диво».
В 2011 г. под руководством народного мастера во дворе его дома было построено специальное здание для устройства «домашнего этнографического» музея. Торжественное открытие экспозиции состоялось 26 ноября 2011 г.

## Награды и звания
- два ордена Отечественной войны II степени (1947; 1.8.1986)
- медали
- Лауреат Всероссийского фестиваля народного творчества «Салют Победы» (2009)
- Лауреат Государственной премии Чувашской Республики в области литературы и искусства (2010).
- Почетный гражданин Мариинско-Посадского района (2014).

## Персональные выставки
- «Чувашский мир мастера и ветерана Дверенина». Выставочный зал «Народная галерея» Государственного Российского дома народного творчества Архивная копия от 16 февраля 2017 на Wayback Machine. Москва. 13 марта—13 апреля 2010 г.; Экспонировались композиции цикла «Работы в тылу» (к 65-летию Победы), фотографии, книги.
- «Чувашский мир мастера и ветерана Т. П. Дверенина». На соискание Государственной премии Чувашской Республики в области литературы и искусства за 2009 г. Музейно-выставочный центр Чувашского национального музея. Чебоксары. 28 апреля—21 мая 2010 г.
- Персональная юбилейная выставка (к 100-летию со дня рождения). Республиканский Дом народного творчества. 6 мая — 8 июня 2019 г.